# Wyatt Earp: Frontier Marshal
Wyatt Earp: Frontier Marshal (1931) foi um best-seller, mas em grande parte uma biografia ficcional de Wyatt Earp escrita por Stuart N. Lake e publicada pela Houghton Mifflin Company. Foi a primeira biografia de Earp, supostamente escrita com suas contribuições. Esse livro estabeleceu o "Tiroteio no O.K. Corral" na consciência pública e transmitiu uma história mítica sobre Wyatt Earp como um homem da lei destemido no Velho Oeste americano. Earp e sua esposa Josephine Earp tentaram controlar a narrativa, ameaçando com uma ação legal para persuadir Lake a excluir a segunda esposa de Earp do livro. Quando o livro foi publicado, nenhuma das mulheres foi mencionada.
O livro de Lake foi usado como base e adaptado, para pelo menos três filmes: Frontier Marshal (1934); Frontier Marshal (1939); e My Darling Clementine (1946). A série de televisão de 1955, The Life and Legend of Wyatt Earp, também foi baseada no livro de Lake; seu sucesso fez de Lake um dos primeiros magnatas da televisão. Vários escritores e pesquisadores não foram capazes de documentar muitas das histórias encontradas no livro, e agora ele é considerado "altamente imaginativo" e "amplamente fictício".